# لینا خلیف
لینا خلیف (انگلیسی: Lina Khelif؛ زادهٔ ۲۷ ژانویهٔ ۱۹۹۷) بازیکن فوتبال اهل فرانسه است.
وی همچنین در تیم ملی فوتبال Algeria بازی کرده‌است.